# Miotom
Miotom – część somitów, stanowiąca zaczątek mięśni szkieletowych.
W każdy miotom wrasta odpowiedni neuromer, zapewniając mu unerwienie. Unerwienie to zachowuje się również i wówczas, gdy mięśnie przesuną się daleko od miejsc swojego pierwotnego położenia.
Miotomy oddzielone są od siebie przez przegrody (miosepta) i zbudowane z mioblastów (myoblastus), których liczba w piątym tygodniu życia zarodkowego szybko wzrasta. W miarę wzrostu miotomy dzielą się na:
- część grzbietową (epimer), z której powstają mięśnie grzbietu,
- część brzuszno-boczną (hipomer), z której powstają mięśnie klatki piersiowej i brzucha.